# Nagai Kafú
Nagai Kafú (japánul: 永井 荷風, Hepburn-átírással: Nagai Kafū) (Tokió, 1879. december 3. – Icsikava, 1959. április 30.) japán prózaíró, a kései Edo-kor és a Meidzsi-kor letűnő világának, városi kultúrájának megéneklője.

## Élete
Valódi neve Nagai Szókicsi. Tokióban született, egy magas rangú köztisztviselő első fiúgyermekeként. Már gyermekkorában klasszikus kínai nyelvet tanult, de anyja hatására hamar érdeklődni kezdett az Edo-kori irodalom és művészetek iránt is. Beiratkozott ugyan a tokiói Idegennyelvi Főiskola kínai szakára, de hamarosan elmaradt onnan, s a nagyvárosi műkedvelő életét élte, az örömnegyedeket és a kabukiszínházakat látogatta. Sakuhacsi- és samiszen-leckéket is vett (hagyományos japán hangszerek: bambuszfuvola, illetve lant). Érdeklődött a nyugati irodalom iránt is, amelyet japán és angol fordításban olvashatott. Különösen a francia próza vonzotta, ő is hozzáadta a magáét a zolai naturalizmus japáni meghonosításához, bár később életének ezt a szakaszát megtagadta.
Apja 1903-ban az Egyesült Államokba küldte, ahol négy évig maradt, előbb a Washington állambeli Tacomában, majd a michigani Kalamazoo College-ban. Utána hivatalnok lett egy New York-i japán bankban, 1907 júniusában pedig áthelyezték a bank lyoni fiókjába. Néhány hetes párizsi tartózkodás után 1908 végén tért haza Japánba, és többé el sem hagyta. Amerikai élményeiről novella- és esszégyűjteményt tett közzé Amerika monogatari („Amerikai történetek”, 1908) címmel, amely olyan népszerű lett, hogy attól fogva csak úgy ontotta az elbeszéléseket, kisregényeket, tárcákat. A Furanszu monogatari-t („Francia történetek”, 1909) és a Kanraku-t („Gyönyör”, 1909) be is tiltották állítólagos tiszteletlenségük miatt a japán társadalommal és erkölcsökkel szemben.
1910-ben irodalomkatedrát kapott a későbbi Keió Egyetem elődjén, ahol irodalmi folyóiratot alapított. Két év múlva szülei sürgetésére feleségül vette Szaitó Jonét, de apja halála után, fél évvel később elvált tőle. Ezután szeretőjét, a hajdani gésát, Ucsida Jaét vette nőül, ám az sorozatos hűtlenkedései miatt hamarosan faképnél hagyta.
1916-ban Kafú felhagyott a tanítással és a szerkesztéssel, s attól fogva csak az irodalomnak élt. Az 1920-as években ugyan keveset alkotott, összegyűjtött művei azonban így is több mint 30 kötetre rúgnak. 1952-ben a Kultúra-érdemrenddel tüntették ki. 81 évesen, 1959. április 30-án halt meg.

## Művészete

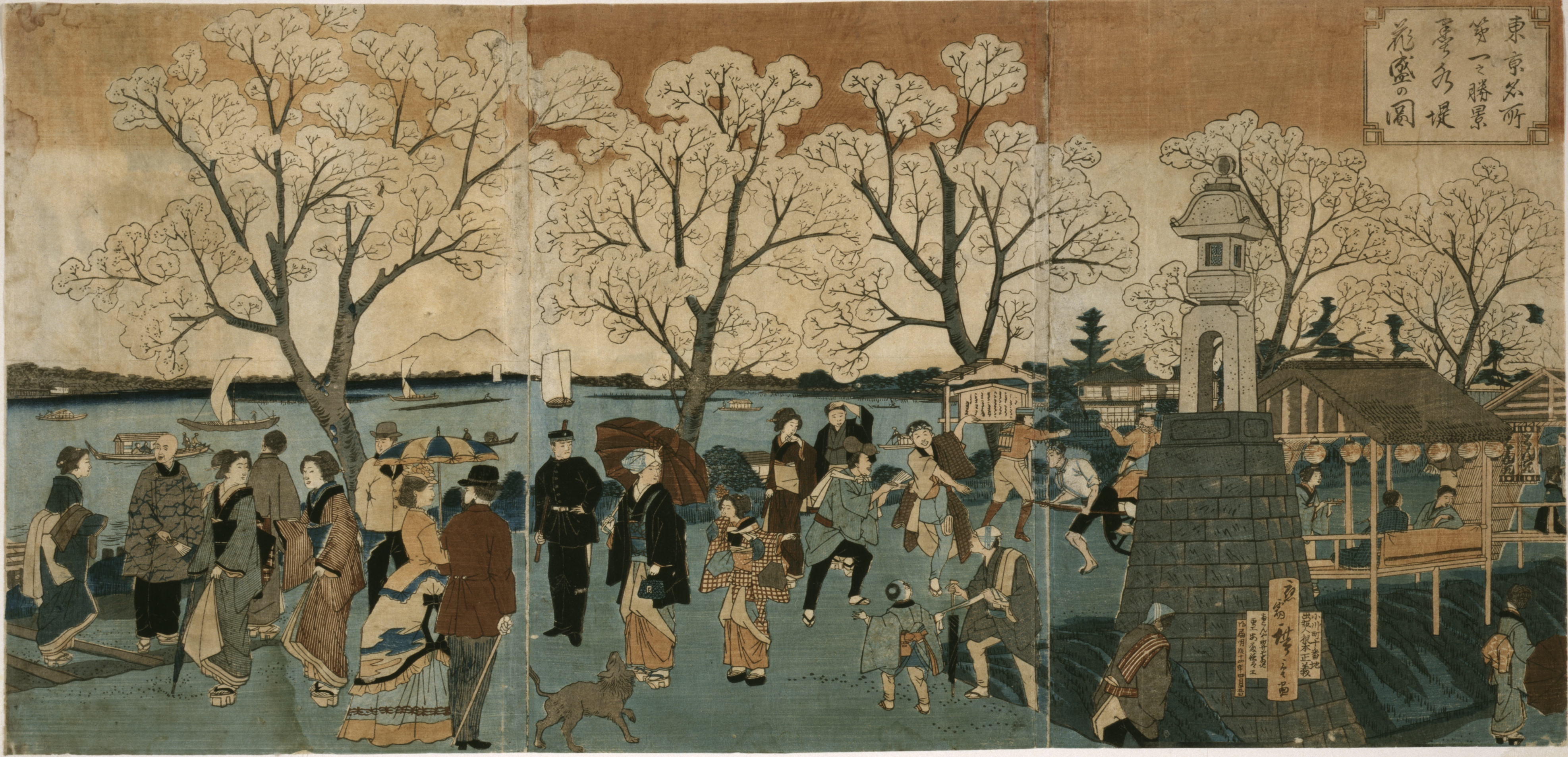
A Szumida folyó Utagava Hirosige fametszetén, 1881-ben

Szinte teljes szépprózája a tokiói „demimonde”, a kihalóban-letűnőben levő régi gésavilág, a Josivara piroslámpás negyede és általában a sitamacsi, a Szumida folyó környéki óváros végső, nosztalgikus megidézése, megelevenítése jegyében született, ily módon „a japán Krúdynak” is bízvást nevezhető. Ugyanakkor ő volt az egyik első modern japán író, akinek a nyugati világ ismeretében sikerült a japán hagyományt egyetemleges jelleggel ötvöznie. Szokás elítélni őt az általa „meghamisított” régi világ iránt táplált nosztalgiájáért, mégis többek között neki köszönhető, hogy az 1923-as tokiói földrengés, a második világháborús pusztítás, majd a rákövetkező újjáépítés nyomán megsemmisülő tokiói városrészek, látványok mintegy megőrződtek az irodalomszerető közönség számára (akárcsak Krúdynak hála a magyar számára a Tabán). Azon kritikusok, akik rendre összekeverik a művész életét a művével, dilettánsnak, őszintétlennek bélyegzik, de Kafún kívül kevés modern japán író törekedett oly kitartóan arra, hogy olyan irodalmi világot teremtsen, amely se nem provinciális, se nem felületesen, majmolóan nyugatias.

### Fontosabb művei
- Szumida (Szumidagava, 1909)
- Udekurabe (Erőpróba, 1916)
- Okamezasza (Törpebambusz, 1918)
- Ame sósó (Csendes eső, 1922)
- Cuju no atoszaki (Az esős évszak, 1931)
- Bokutó kidan (Románc a keleti folyópartról, 1937)

### Magyar nyelven
- A gésa anyja, in: Modern japán elbeszélők, Európa, 1967
- Szumida; ford. Kolozsvári Papp László, utószó Szappanos Balázs; Európa, Bp., 1989 ISBN 963-07-4818-5